# Redant
Redant - Редант (rus) - és un khútor del krai de Krasnodar, a Rússia. Es troba a la zona de llacunes formades per la desembocadura del riu Kirpili. És a 28 km al nord-oest de Kalíninskaia i a 85 km al nord-oest de Krasnodar.
Pertany al khútor de Gretxànaia Balka.